# Choi Young-joon
Choi Young-joon (en hangul, 최영준; 7 de julio de 1980) es un actor y cantante surcoreano.

## Carrera
Choi Young-joon se graduó en el Departamento de Teatro Musical de la Universidad de Dong-a.
Debutó en 2002 como cantante en el grupo vocal 7Dayz, junto a Ha Dong-gyun y Lee Jung, con el seudónimo de YJ. El grupo se disolvió poco tiempo después por su escaso éxito, y Choi cumplió entonces con el servicio militar. Al término de este pasó a la actuación en teatro y en musicales, donde interpretó numerosos papeles menores durante más de diez años. En 2019 debutó también en televisión con una participación en Arthdal Chronicles con el personaje de Yeon-bal.
A partir de entonces multiplicó las apariciones en papeles secundarios de varias series de éxito. Eran además papeles muy diversos, que probaban la variedad de registros del actor, como los de Flower of Evil, Pasillos de hospital o Vincenzo. Si la primera era una serie de acción y su papel el de un detective, en la segunda Choi se convertía en un médico de emergencias, y en la última era Jo Young-woon, el dueño de Geumga Plaza e informante del protagonista Vincenzo.
En 2022 obtuvo un papel importante en la serie Nuestro horizonte azul: el del vendedor de helado en el mercado Bang Ho-sik, padre soltero de una hija adolescente que a su vez queda embarazada. El papel estaba destinado en principio a otro famoso actor, que declinó participar por problemas de agenda, y supuso un salto en el reconocimiento público de Choi. El personaje, como nueva prueba de la versatilidad del actor, debía emplear el dialecto de Jeju, donde se desarrollaba la acción.

## Filmografía

### Series de televisión
| Año     | Título                       | Papel                 | Canal         | Notas              | Ref.                |
| ------- | ---------------------------- | --------------------- | ------------- | ------------------ | ------------------- |
| 2019    | Arthdal Chronicles           | Yeon-bal              | tvN           |                    | [ 6 ]               |
| 2020    | Flower of Evil               | Choi Jae-sub          | tvN           |                    | [ 3 ] [ 6 ]         |
| 2020-21 | Pasillos de hospital         | Bong Gwang-hyun       | tvN, Netflix  | Dos temporadas     | [ 7 ] [ 8 ]         |
| 2021    | Mine                         | Baek Dong-hun         | tvN, Netflix  |                    | [ 9 ]               |
| 2021    | Inspector Koo                | Jang Seong-woo        | jTBC, Netflix |                    | [ 10 ] [ 11 ]       |
| 2021    | Vincenzo                     | Cho Young-woon        | tvN, Netflix  |                    | [ 4 ]               |
| 2022    | Nuestro horizonte azul       | Bang Ho-sik           | tvN, Netflix  |                    | [ 1 ] [ 5 ] [ 12 ]  |
| 2022    | The Sound of Magic           | Detective Kim         | Netflix       |                    | [ 13 ]              |
| 2022    | Why Her?                     | Yoon Se-pil           | SBS           |                    | [ 4 ] [ 14 ] [ 15 ] |
| 2023    | Family                       | Musa                  |               | Aparición especial | [ 16 ]              |
| 2023    | Delightfully Deceitful       | Yoo Jae-hyeok         | tvN           |                    | [ 17 ]              |
| 2023    | Sabuesos                     | Kang Yong             | Netflix       |                    |                     |
| 2023    | El monstruo de la vieja Seúl | Teniente general Gato | Netflix       |                    | [ 18 ]              |
| 2024    | Una maleta                   | Kim Hyeon-chu         | Netflix       | Aparición especial | [ 19 ]              |
| 2025    | The Defects                  | Woo Tae-sik           | ENA           |                    | [ 20 ] [ 21 ]       |

## Teatro
| Año  | Título                | Papel    | Notas                                                          | Ref.   |
| ---- | --------------------- | -------- | -------------------------------------------------------------- | ------ |
| 2006 | Number of Animals     | Minseong | Musical. Diciembre de 2006                                     | [ 22 ] |
| 2017 | The Prospective Groom |          | Musical. Noviembre 2017-febrero 2018, JTN Art Hall 1           | [ 23 ] |
| 2018 | Interview             |          | Musical. Julio-septiembre de 2018, SB Town, Dream Art Center 1 | [ 24 ] |
| 2020 | Come Back             | Monje    | Junio, Oriental Arts Theatre 3                                 | [ 22 ] |
| 2022 | Come Back             | Monje    | Mayo-junio, teatro CJ Towol, Centro de Artes de Seúl           | [ 12 ] |
| 2022 | Art                   | Serge    | Septiembre-diciembre                                           | [ 25 ] |

## Premios y nominaciones
| Año  | Premios                                | Categoría                     | Papel                  | Resultado | Ref.   |
| ---- | -------------------------------------- | ----------------------------- | ---------------------- | --------- | ------ |
| 2022 | APAN Star Awards                       | Mejor actor de reparto        | Nuestro horizonte azul | Nominado  | [ 26 ] |
| 2022 | Korea Culture and Entertainment Awards | Premio a la excelencia, actor | Nuestro horizonte azul | Ganador   | [ 27 ] |